# Sân bay quốc tế Maputo
Sân bay quốc tế Maputo (IATA: MPM, ICAO: FQMA) là một sân bay  nằm cách thành phố Maputo – thành phố lớn nhất và là thủ đô Mozambique 3 km về phía tây bắc.
Sân bay này có 2 phi đạo dài 3660 m và 1700 m có bề mặt rải nhựa đường.

## Các hãng hàng không và các tuyến điểm
- Air Corridor (Beira, Nampula, Quelimane, Tete)
- Air Zimbabwe (Harare)
- Kenya Airways (Harare, Nairobi)
- LAM Mozambique Airlines (Beira, Chimoio, Durban, Inhambane, Johannesburg, Nairobi, Nampula, Pemba, Quelimane, Tete, Vilanculos)
- Moçambique Expresso
- South African Airways (Cape Town, Durban, Johannesburg)
- TAP Portugal (Lisbon, Johannesburg)
- Transairways (Bazaruto, Inhaca, Inhambane, Vilanculos)